# Aguerei csata
Az aguerei csatát (vagy San Cristóbal de La Laguna-i csatát) 1494. november 14–15-én vívták Tenerife szigetének guancs őslakói a Kasztíliai Királyság csapatai ellen. A bennszülöttek, akik korábban sikerrel álltak ellen a hódítóknak, elvesztették a csatát, ami így előkészítette a sziget meghódítását.
Alonso Fernández de Lugo spanyol hadvezér a fél évvel korábban vívott első acentejói csatát még elvesztette a guancsok ellen, akik előnyt merítettek abból, hogy jól ismerték a hegyvidéki terepet. Az aguerei csatát azonban sík terepen vívták, ami a kasztíliaiaknak kedvezett. A csata mészárlássá változott, amelynek során a kasztíliai erők alig szenvedtek veszteséget.

## Az előkészületek

A guancs királyságok a kasztíliai hódítás idején

Az első acentejói csata után Alonso Fernández de Lugo visszatért Gran Canaria szigetére, gyakorlatilag csapatok nélkül, mert az ütközetben nagy veszteségeket szenvedett, 1000-2000 embert veszített el. Gran Canárián Francisco de Palomar, Nicolás de Angelote, Guillermo del Blanco és Mateo Viña kereskedőkhöz fordult segítségért, hogy új sereget szervezhessen Tenerife meghódítására.
A társulás megszerezte Juan Alfonso Pérez de Guzmán, Medina Sidonia hercegének támogatását, aki 600 gyalogost és 30 lovast adott az akcióhoz, veterán katonákat, akik részt vettek Granada meghódításában. (Béthencourt Alfonso 670 gyalogosról és 80 lovasról számol be.) Még 500 kasztíliai katona csatlakozott ehhez a sereghez: az első acentejói csata túlélői és egy kis csapat, amelyet Doña Inés Peraza, egy lanzarotei nemesasszony küldött.
Fernández de Lugo a katolikus uralkodók (I. Izabella kasztíliai királynő és II. Ferdinánd aragóniai király) támogatását is élvezte, akik még 10 hónapot adtak neki, hogy befejezze a Kanári-szigetek meghódítását. Az újraszerveződés közben Gran Canaria szigetén számos rabszolgát is ejtett.
A kasztíliai sereg november 6-án hajóra szállt Gran Canarián karavellákon és tucatnyi kisebb hajón, és megindult Santa Cruz de Tenerife kikötője felé. Mintegy 1200-an voltak, beleértve egy kis csapat lovagot, és volt tüzérségük is. Ez a sereg nagyságban mérhető volt ahhoz, amely Acentejónál vereséget szenvedett, de sokkal tapasztaltabb és felkészültebb volt annál.

## A kasztíliai előrenyomulás

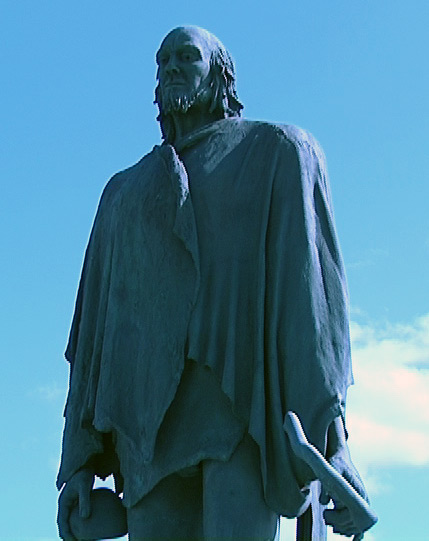
Bencomo szobra Candelariánál Tenerifén

Az expedíciós erő, amelyet Lugo részben saját vagyona pénzzé tételéből finanszírozott, partraszállt Santa Cruzban és két tornyot épített azon a helyen, ahol a vereség előtt az első erődöt létrehozták. Santa Cruz megerősítése után november 13-14-én a kasztíliaiak La Cuesta, egy stratégiai magaslat felé vonult. A flotta Santa Cruzban várakozott.
La Laguna fennsíkja stratégiai jelentőségű volt a sziget meghódításához. A vidéket, amelyen át La Cuestához lehetett eljutni, abban az időben dús vegetáció borította: kanári fenyő, rekettye, bükk, hanga, pálmafák, kanári sárkányfa, nehézszagú boróka és egyéb növények. A feljutás veszélyes volt. 
Fernández de Lugo Santa Cruzban táborozott le, megelőzendő, hogy a guancsok rajtaüssenek. A parton lakó guancsok értesítették érkezésükről a többieket. Bencomo, a helyi guancs királyság menceyje (királya) követeket küldött a többi menceyhez, és mintegy kétezer harcost gyűjtött össze a Cuestánál, mire a kasztíliaiak odaértek. Bencomo két embert küldött kikémlelni az ellenség erejét, de őket elfogták, így a mencey nem kapott információkat. Ez előnyt jelentett a kasztíliaiaknak, akik hátrányos pozícióban voltak, mivel felfelé kellett haladniuk, ellenséggel körülvéve. Fernández de Lugo úgy döntött, vállalja a kockázatot. Neki volt hova visszavonulnia, Santa Cruzba, Bencomónak azonban nem volt elegendő embere, hogy fedezhessen egy visszavonulást. Fernández de Lugo a tábortüzek alapján felmérte a guancsok elhelyezkedését, és arra utasította 1000 emberét és 70 lovast, hogy a sötétség leple alatt vonuljanak fel La Cuestára.

## A csata
A következő napon a guancsok meglepetéssel látták, hogy a kasztíliaiak fent vannak a Cuestán és ellenőrzik az aguerei sík fölé emelkedő magaslatot. A bennszülöttek által Aguere néven emlegetett, babérlombú erdők borította terület Las Mercedesből, a mai San Cristóbal de La Laguna és Ortigal egyes részeiből és a környező vidékből állt.
Bencomo újraszervezte a seregét és 5000 emberrel a mai San Cristóbal egyik külvárosának a helyére indult, hogy kettévágja a kasztíliai sereget. Fernández de Lugo azonban előbb odaért.
A guancs főerőt Bencomo vezette, a jobbszárnyat Acaymo, Tacoronte menceyje, a balszárnyat pedig Tinguaro, az első acentejói csata győztese.
A kasztíliai sereg a mai Gracia kolostor magaslati pontjától Bencomo csapatainak állásaiig terjedt a síkon. Ennek alapján Buenaventura Bonnet szerint a csatát a mai Barrio del Timple, Barrio Nuevo vagy Viña Nava és de la Verdellada helyén vívhatták.
Fernández de Lugo seregében kanári-szigeteki bennszülöttek is voltak, köztük Gran Canaria sziget keresztény hitre tért guancs hercege, Fernando Guanarteme, a bátyja Maninidra, gomeraiak, palmaiak és guancsok a keresztény hitre tért guancs Güímar királyságból.
A csata a guancsok támadásával kezdődött, akik olyan hagyományos fegyverekkel harcoltak, mint a banot, a tűzben keményített hegyű lándzsa. Nem volt pajzsuk, vagy páncéljuk, csak birka- vagy kecskebőrből készült tamarcót viseltek, hogy védje és melegen tartsa a testüket. A guancsok harcmodorához tartozott a kövek dobálása is.
A kasztíliai karabélyosok és számszeríjasok lövedékzáport zúdítottak a támadó guancsokra, majd a pikások és a lovasok  támadtak rájuk. A csata első órái így teltek, Bencomo csapatainak frontális támadásaival.
Az aguerei terep a kasztíliaiaknak kedvezett. Bencomo csatasorai egyre többször inogtak meg, különösen miután a kasztíliaiak Fernando de Guanarteme vezette guancs szövetségesei elkezdtek megérkezni a csatatérre Santa Cruzból. A kasztíliai lovasság szörnyű veszteségeket okozott a helyieknek. Miguel de Unamuno Hernán Cortés mexikói haditetteihez hasonlította Fernández de Lugo lovasságának a rohamait: „És akkor a színre megérkezett a ló, a szörnyeteg, amely oly nagy félelmet ültetett a szegény indiánok szívébe... Ezeknek a harcoknak az eredménye nem volt kétséges... Bencomónak és csapatainak vissza kellett vonulnia La Laguna mezejéről.”

## A visszavonulás és Tinguaro halála
Bencomo, Acaymo és Tinguaro is súlyosan megsebesültek. Elrendelték a visszavonulást Tacoronte felé, a kasztíliaiak azonban újra támadtak, és megakadályozták a rendezett visszavonulást. A nap végén Bencomo azt parancsolta, hogy a San Roque csúcs felé vonuljanak vissza, hogy ezzel megakadályozza a lovasrohamokat, és a katonái hatékonyabban védekezhessenek.
A sebesült Tinguaro a San Roque csúcsa felé tartva hét lovas ellen védekezett. Fent azonban egy Martín Buendía nevű kasztíliai katona várt rá egy sziklánál. Ő nem a többi kasztíliaival érkezett, hanem Santos és Drago szakadékain át Santa Cruzból. A vérveszteségtől legyengült Tinguaro guancs nyelven közölte Buendíával, hogy ő egy herceg, az azonban átdöfte a pikájával.
Egyes történészek kételkednek ebben a történetben. Francisco P. De Luka azt írta az Awañac magazinban (no. 1, 2004, pp. 124–125), hogy 1494. november 14-én Bencomót ölte meg Buendía. Francisco P. De Luka arról ír, hogy a San Roque lejtőjén a lándzsával felfegyverkezett Bencomo 10 kasztíliai katona ellen harcolt, és egy Pedro Martín Buendía nevű katona halálosan megsebesítette egy pikával. Tinguaro is megsebesült a San Roque csúcsa felé tartva, de csak két nappal később halt meg Taorónál.
Az elesett herceg teste olyan mértékű sérüléseket szenvedett, hogy miután a kasztíliaiak Santa Cruzba vitték, a guancsok nem voltak képesek megmondani, Tinguaro vagy Bencomo teste volt-e.
Fernández de Lugo mindenesetre lefejeztette a holttestet. A fejet pikára tűzték és az ellenség táborába küldték. Az acentejói guancsok tisztelettel eltemették a fejet egy szertartáson, amelyen részt vett Guajara is, Tinguaro felesége.
A sebesült Bencomo vezette megfogyatkozott guancs sereg egy utolsó erőfeszítéssel megkísérelte, hogy eljusson La Laguna hegyeibe, de a kasztíliai lovasság szétszórta őket. A lovasok után pikások és rodelerók haladtak, akik a rodela nevű kis kerek pajzzsal és (többnyire Spada da Lato típusú) karddal voltak felfegyverezve. Az egyik rodelero megölte Bencomót, miközben guancsok százait mészárolták le. A túlélők Taoro felé mentek, és másnap megválasztották Bencomo fiát, Bentort királynak.
Egyes történészek szerint Bencomo nem ekkor halt meg, de a legtöbben hitelt adnak egy szemtanú, Margarita Guanarteme beszámolójának, aki 1526-ban azt állította, hogy a csatában megölték a nagy királyt, akit Venitiomónak neveztek, Taoróból.
A guancsok emberveszteségének a nagyságát Marín y Cubas 2600-ra tette, Viana 1700-ra. A kasztíliaiak  mindössze 31-55 embert veszítettek, és többtucatnyian megsebesültek. A halottak nagy tömege miatt járvány tört ki, és állítólag ez kényszerítette Fernández de Lugót, hogy Acentejo felé vonuljon, ahol újabb csatát vívtak, amely eldöntötte a háborút. Tenerifét meghódították a kasztíliaiak.

## Fordítás
- Ez a szócikk részben vagy egészben a Battle of Aguere című angol Wikipédia-szócikk fordításán alapul.  Az eredeti cikk szerkesztőit annak laptörténete sorolja fel. Ez a jelzés csupán a megfogalmazás eredetét és a szerzői jogokat jelzi, nem szolgál a cikkben szereplő információk forrásmegjelöléseként.